# Российская еврейская энциклопедия
Российская еврейская энциклопедия (РЕЭ) — созданное в Москве в 1994 году энциклопедическое издание, дающее всестороннюю картину жизни и деятельности евреев России, СССР и СНГ с момента их появления на территории страны по настоящее время.

## Описание
РЕЭ структурно делится на три части: биографическую, краеведческую (история еврейских общин дореволюционной России, СССР и СНГ) и тематическую (понятия, связанные с еврейской цивилизацией, вклад евреев России в различные сферы деятельности, различные еврейские общественные, научные, культурные организации и т. д.). Материалы вышедших томов содержат более 10 000 биографий и более 10 000 географических названий. Отмечается, что принадлежность включённых в словник энциклопедии людей к еврейству понимается редакторами проекта расширительно, то есть включая негалахических евреев (евреев по отцовской, но не по материнской линии).
Тома:
1. Биографии: А — К. — 1994. — 557 с. ISBN 965-293-033-4
2. Биографии: К — Р. — 1995. — 526 c. ISBN 965-293-040-7
3. Биографии: С — Я. — 1997. — 528 с. ISBN 965-293-05-12
4. Историческое краеведение: А — Й. — 2000. — 535 c. ISBN 965-293-063-6
5. Историческое краеведение: К — М. — 2004. — 493 с. ISBN 965-293-05-12
6. Историческое краеведение: Н — Се. — 2007. — 500 с. ISBN 965-293-05-12
7. Историческое краеведение: Си — Я. — 2011. — 444 с. ISBN 978-594-244-03-74

Главный редактор Г. Г. Брановер, заместитель З. Н. Вагнер, главный научный консультант И. Берлин.

## Электронная версия
Электронная версия Российской Еврейской Энциклопедии была создана при помощи организации Конференции еврейских материальных претензий к Германии. По сравнению с бумажной версией, в электронной учтены исправления и дополнения в виде новых статей.